# Daniel Natea
Illie Daniel Natea (ur. 21 kwietnia 1992) – rumuński judoka. Olimpijczyk z Rio de Janeiro 2016, gdzie zajął dziewiąte miejsce w wadze ciężkiej.
Uczestnik mistrzostw świata w 2014, 2015, 2017 i 2018. Startował w Pucharze Świata w latach 2011 i 2013-2017. Brązowy medalista mistrzostw Europy w 2016 roku.

## Letnie Igrzyska Olimpijskie 2016
| Konkurencja | Eliminacje              | Eliminacje                | Klas. końcowa |
| Konkurencja | Przeciwnik I            | Przeciwnik II             | Miejsce       |
| ----------- | ----------------------- | ------------------------- | ------------- |
| +100 kg     | Kunathip Yea-On (THA) Z | Abdullo Tangriyev (UZB) P | 9.            |